# 久多美村
久多美村（くたみむら）は、島根県簸川郡にあった村。現在の出雲市久多見町、東福町、東郷町、野石谷町、上岡田町にあたる。

## 地理
- 河川：久多見川[1]、東郷川[2]、野石谷川[2]

## 歴史
- 1889年（明治22年）4月1日、町村制の施行により、楯縫郡久多見村、東福村、東郷村、野石谷村が合併して村制施行し、久多美村が発足[1][3]。
- 1894年（明治27年）楯縫郡檜山村大字岡田の一部を編入し、大字上岡田を設置[1]。
- 1896年（明治29年）4月1日、郡の統合により簸川郡に所属[3]。
- 1951年（昭和26年）4月1日、簸川郡平田町、灘分村、国富村、鰐淵村、西田村、檜山村、東村と合併して平田町が存続し廃止された[1][3]。

### 地名の由来
古代からの郷名、玖潭（くたみ）郷を一般的な漢字に変えたもの。

## 産業
- 農業、林業[1]。